# 2025年司法院大法官提名
2025年3月21日，中華民國總統賴清德提名蔡秋明（並為司法院院長）、蘇素娥（並為副院長）、蕭文生、鄭純惠、林麗瑩、陳慈陽、詹鎮榮等7人為司法院大法官，立法院7月25日上午行使同意權案記名投票表決。
該次提名，是因為許宗力等七名大法官在2024年10月31日卸任後，大法官總額僅剩8人，而第十一屆立法院否決2024年司法院大法官提名全數人選。2025年1月23日公布的2024年憲法訴訟法修正案中規定，大法官人數不足法定總額時，總統應於2個月內補足提名。
此次提名因第十一屆立法院中中國國民黨與台灣民眾黨否決全部提名人、民進黨團採取「5+2」模式開放投票，由立委自己決定，無人通過。

## 背景
依據《中華民國憲法增修條文》第5條規定，大法官由總統提名，經立法院同意任命，任期八年，不分屆次、個別計算，不得連任。其中有兩名大法官並為司法院院長、副院長，不受任期保障。本次大法官提名，是為了補足2016年11月1日就職、2024年10月31日任期屆滿的司法院大法官並為院長許宗力、大法官並為副院長蔡烱燉及大法官許志雄、張瓊文、黃瑞明、詹森林、黃昭元等7個缺額。
2024年8月30日，總統提名張文貞等7人為司法院大法官，交由立法院進行人事同意權審查。12月24日，立法院行使人事同意權記名投票，7位被提名人獲得同意票均未過半數，因此無人通過。

## 提名程序
2025年2月21日，總統府成立「114年大法官提名審薦小組」，小組成員與前次提名相同，對外公開徵求並函請相關機關、學校、團體自薦或推薦大法官被提名人，正副院長人選則依往例由總統自行決定。審查期間自2月21日起至3月3日止，為期11天。

## 提名人選
本次大法官被提名人共有7人，如下表所示
| 姓名   | 資格                | 專長                           | 最高學歷                                  | 當時職位 | 同意權行使 | 同意權行使 | 同意權行使 |
| 姓名   | 資格                | 專長                           | 最高學歷                                  | 當時職位 | 同意       | 不同意     | 結果       |
| ------ | ------------------- | ------------------------------ | ----------------------------------------- | --- | ---------- | ---------- | ---------- |
| 蔡秋明 | 檢察官 （第二款）   | 刑事法、國際法                 | 美國華盛頓大學 法學碩士                   | 台灣高等檢察署主任檢察官 法務部國際及兩岸法律司長                                                                           | 51         | 59         | 不同意     |
| 蘇素娥 | 法官 （第一款）     | 刑事法、憲法                   | 美國加州大學柏克萊分校 法律研究所法學碩士 | 最高法院法官 司法院刑事廳長                                                                                                 | 51         | 59         | 不同意     |
| 蕭文生 | 法學教授 （第四款） | 憲法、行政法                   | 德國慕尼黑大學 法學博士                   | 國立中正大學法律學系教授 國立中正大學法律學系主任 國立中正大學法律學院長                                                    | 51         | 59         | 不同意     |
| 鄭純惠 | 法官 （第一款）     | 民事法                         | 國立台灣大學 法律學研究所碩士             | 最高法院法官 | 51         | 59         | 不同意     |
| 林麗瑩 | 檢察官 （第二款）   | 刑事法                         | 國立台灣大學 法律學研究所碩士             | 台灣高等檢察署主任檢察官（借調最高檢察署辦事） 法務部綜合規劃司長                                                           | 51         | 59         | 不同意     |
| 陳慈陽 | 法學教授 （第四款） | 憲法、行政法、環境法、公務員法 | 德國魯爾大學 法學博士                     | 國立台北大學法律學系專任教授 國立台北大學公法研究中心主任 台灣環境法學會理事長 考試院法規委員會委員 總統府人權諮詢委員      | 26         | 82         | 不同意     |
| 詹鎮榮 | 法學教授 （第四款） | 行政法、憲法                   | 德國科隆大學 法學博士                     | 國立政治大學特聘教授 國立高雄大學財經法律學系主任 國立政治大學法學院副院長暨法律科學整合研究所長 國立政治大學公法學中心主任 | 26         | 83         | 不同意     |

## 行使同意權程序
2025年6月13日，立法院決議同年7月25日行使司法院大法官人事同意權。國民黨與民眾黨皆決定否決所有提名人。